# 月島慕情
『月島慕情』（つきしまぼじょう）は、浅田次郎による日本の短編小説集。2007年3月に文藝春秋から刊行。初収は別册文藝春秋2002年1月号。
表題作を始めとする7編からなり、そのうちの1つ「シューシャインボーイ」は2010年にテレビドラマ化された。

## 収録作品
- 月島慕情（『別册文藝春秋』2002年1月号）
- 供物（『オール讀物』2005年2月号）
- 雪鰻（『オール讀物』2006年8月号、「冬の鰻」を改題）
- インセクト（『オール讀物』2006年2月号）
- 冬の星座（『オール讀物』2001年2月号、「お香番」を改題）
- めぐりあい（『オール讀物』2007年2月号）
- シューシャインボーイ（『オール讀物』2005年8月号）

## 書誌情報
- 単行本（文藝春秋、2007年3月30日[1] ISBN 978-4-16-325790-7）
- 文庫本（文春文庫、2009年11月10日[2] ISBN 978-4-16-764608-0）

## テレビドラマ
「テレビ東京開局45周年ドラマスペシャル シューシャインボーイ」は、2010年3月24日　21:00 - 23:14（JST）に放送された。視聴率は12.2%。西田敏行主演で、同局における浅田次郎原作、西田敏行主演のドラマは、今作で4作目（『角筈にて』『天国までの百マイル』『ラブ・レター』）。ソウルドラマアワード2010グランプリ、第65回文化庁芸術祭優秀賞を受賞。

### キャスト
- 鈴木一郎：西田敏行
- 塚田文雄：柳葉敏郎
- 塚田敬子：安田成美
- 塚田直人：染谷将太
- 塚田千夏：小池里奈
- 志津子：余貴美子
- 鈴木園枝：星由里子
- 鈴木菊治：大滝秀治
- 川村：深水三章
- 塚田の元同僚（銀行員）：芦川誠、樋渡真司
- その他：中村まこと、和田啓作、伊東達広、大波誠、猪野学、岩谷健司、田村泰二郎、山田登是、山本哲也、山田キヌヲ、偉藤厚次、谷隆次、野元学二、猪野竜平、松井瑛介、島田弘久(テレビ東京アナウンサー)、大作空、山田海遊、関谷春子

### スタッフ
- 原作：浅田次郎「シューシャインボーイ」（「月島慕情」所収）
- 脚本：鎌田敏夫
- 監督：石橋冠
- 音楽：本田聖嗣
- 劇中使用曲：「ガード下の靴みがき」作詞 宮川哲夫、作曲 利根一郎
- 音楽協力：テレビ東京ミュージック
- ロケ協力：ユウキ食品工業、東京ロケーションボックス、前橋フィルムコミッション、東急本店　ほか
- 題字：深澤健作
- 絵画：津田やよい
- 靴磨き指導：靴磨き本舗(豊嶋聡、藤本秀樹)
- 協力：日本中央競馬会、アートマガジン、日本テレビアート、サウンドシップ、山田かつら、コンガス、アックス、ビデオスタッフ、日テレ・テクニカル・リソーシズ、ヌーベルバーグ、東宝コスチューム、カラーテック、緑山スタジオ・シティ
- 企画協力：文藝春秋
- チーフプロデューサー：小川治（テレビ東京）
- プロデューサー：山鹿達也（テレビ東京）、佐藤毅
- 製作：テレビ東京、東宝

### 雑学
作品中に、シューシャインボーイと10文字の馬名が記されたJRAの単勝馬券が登場した（1993年のジャパンカップに出走したザファントムチャンスのように10文字表記の馬券はかつてから存在しているが、日本で最初に競走馬登録された馬には「カナ9文字以内」の制限がある）。